# Wilhelm Matthießen
Wilhelm Matthießen (* 8. August 1891 in Gemünd/Eifel; † 26. November 1965 in Bogen/Bayern) war ein deutscher Schriftsteller.

## Leben
Wilhelm Matthießen war der Sohn eines Beamten. Matthießen besuchte das Gymnasium in Düsseldorf und studierte anschließend Philosophie, Geschichte, Germanistik und Theologie an den Universitäten in Bonn und Berlin. 1917 promovierte er in Bonn mit einer Arbeit über Paracelsus zum Doktor der Philosophie. Nachdem er kurze Zeit als Soldat am Ersten Weltkrieg teilgenommen hatte, wurde er wegen Krankheit entlassen.  Ab 1917 lebte Matthießen als freier Schriftsteller in München. Auf Anregung des Verlegers Hans von Weber veröffentlichte er fantastische, von der deutschen Romantik beeinflusste Romane, Erzählungen und Märchen für Kinder. Daneben fungierte er als Herausgeber einiger Bände der Paracelsus-Gesamtausgabe; in den Jahren 1920 und 1921 gehörte er der Redaktion der katholischen Kulturzeitschrift Hochland an.
1924 kehrte Wilhelm Matthießen ins Rheinland zurück, von 1926 bis 1937 wohnte er mit seiner Familie in Friesdorf am Hang des Venusbergs bei Bonn. In den Verlagen Herder und Schaffstein erschienen bis 1945 zahlreiche weitere Bände mit Märchen und exotischen Abenteuererzählungen nach dem Vorbild des von Matthießen geschätzten Karl May. Matthießens erfolgreichstes Werk war der 1932 erschienene Schul- und Detektivroman Das rote U.
Der Katholik Matthießen, dessen Werke bereits früh von einer Vorliebe für die nordisch-germanische Mythologie geprägt waren, entwickelte sich unter dem Einfluss der Ludendorffianer zum radikalen Antisemiten und Kirchenfeind, der seine Überzeugungen während des Dritten Reiches in Werken wie Der Schlüssel zur Kirchenmacht (1937), Israels Geheimplan der Völkervernichtung (1938) und Kleines Bibellexikon für das deutsche Volk (1939) kundtat. 1939 ging Matthießen erneut nach München, wo er bis 1945 als Bibliothekar tätig war.
Nach 1945 lebte Wilhelm Matthießen im niederbayerischen Steinach. Ohne sich von seinen früheren Hetzschriften zu distanzieren, veröffentlichte er ab 1949 wieder – dezidiert unpolitische – Kinder- und Jugendbücher. Während der größte Teil von Matthießens umfangreichem literarischen Werk inzwischen in Vergessenheit geraten ist, sind Kinderbücher wie Das rote U, Das alte Haus und Die grüne Schule bis heute lieferbar; der Hinweis auf die politische Vergangenheit des Autors erfolgt von Verlegerseite allerdings erst seit einigen Jahren. – In der Sowjetzone bzw. der frühen DDR standen nach 1945 sieben Werke Matthießens auf der „Liste der auszusondernden Literatur“.

## Werke
- Die Form des religiösen Verhaltens bei Theophrast von Hohenheim, gen. Paracelsus, Düsseldorf 1917
- Die Nacht im Bücherschrank, München 1918
- Hans der Räuber und Margret die Zauberin, München 1919
- Der große Pan, Leipzig [u. a.] 1920
- Der Himmelküster, München 1920
- James C. W. Plum Kabeuschen oder Der große Meister, Leipzig [u. a.] 1920
- Julnächte, Hartenstein [u. a.] 1920
- Nachrichten von Wolf Holderkautzens Leben, Taten und Meinungen, Leipzig [u. a.] 1920
- Regiwissa, Leipzig [u. a.] 1920
- Das Ende derer von Knubbelsdorf und zwei andere Abenteuer des Weltdetektivs Kabeuschen, Leipzig [u. a.] 1921
- Karl Mays wunderbare Himmelfahrt und zwei andere Märchen, Leipzig [u. a.] 1921
- Der verlorene Hund oder Das Mondkalb, Leipzig [u. a.] 1921
- Das Gespensterschloß, Leipzig [u. a.] 1922
- Musikalische Märchen, München 1922
- Das alte Haus, Freiburg 1923
- Auf dem Dache der Welt, Zürich 1923
- Die Königsbraut, Regensburg 1923
- Die Schatzgräber, Ludwigsburg 1923
- Die Sündflut, Berlin 1923
- Karlemann und Flederwisch oder Was zwei lustige Gesellen auf  ihrer merkwürdigen Weltreise erlebten, Freiburg i. Br. 1926
- Regilindenbrunn, Leipzig 1926
- Das Totenbuch, Köln 1926
- Der Herr mit den hundert Augen, Freiburg i. B.
  - 1 (1927)
  - 2. Der Nordlandzug des Herrn mit den hundert Augen, 1928
  - 3. Die Räuberjagd, 1929
- Das Engelkind, Freiburg i.Br. 1928 (zusammen mit Ernst Rieß)
- Görres, Rottenburg a. Neckar 1928
- Die Katzenburg, Freiburg i. B. 1928
- Im Turm der alten Mutter, Freiburg i. Br. 1930
- Die alte Gasse, Stuttgart 1931 (zusammen mit Else Wenz-Viëtor)
- Der brave Knipperdalles und andere Märchen, Stuttgart 1931
- Deutsche Hausmärchen, München 1931
- Die Glocke im Berg, Dülmen 1931
- Die grüne Schule im Märchenwald beim alten Haus, Freiburg 1931
- Die klugen Bauern von Hörnum, Halle 1931
- Die Meisterfahrt des Herrn mit den 100 Augen, Freiburg 1931
- Sankt Martin, Freiburg 1931
- Briefe an eine kranke Freundin, Köln 1932
- Die Hühnerkirmes und andere Märchen und Geschichten, Halle 1932
- Das rote U, Köln 1932
- Das geheimnisvolle Königreich, Köln 1933
- Heilige Erde, München 1933
- Der Kauzenberg, Köln 1933
- Nemsi Bey, Köln
  - 1 (1933)
  - 2. Unter den Komitadschis, 1934
  - 3. Am Goldenen Horn, 1933
  - 4. Am Goldenen Horn, 1933
- Litill, der Zwerg vom Osterhasenberg, Bochum 1934
- Märchen aus Kabeuschen seinem Häuschen, Bochum 1934
- Max und die drei, Köln 1934
- Die Augen der Jelena, München 1935
- Schatzgräber am Hollenstein, Bochum 1935
- Das Zauberflötchen, Berlin 1935
- Die kleinen Räuber, Köln 1936
- Lieselümpchen, Köln 1936
- Der stille Brunnen, Köln 1936
- Hans in der Schule, Erkenschwick, Kr. Recklinghausen i.W. 1937
- Märchen vom Jägerhaus, Köln 1937
- Der Schlüssel zur Kirchenmacht, München 1937
- Israels Geheimplan der Völkervernichtung, München 1938
- Märchen aus dem Zauberwald, Köln 1938
- Die sieben Meister und andere Märchen, Köln 1938
- Israels Ritualmord an den Völkern, München 1939
- Meier, der Dackel, Lengerich 1939
- Der zurückbeschnittene Moses, München 1939
- Kleines Bibellexikon für das deutsche Volk, München 1940
- Rom in seinen Heiligen, München 1940
- Die glücklichen Inseln, Regensburg 1949
- Das Mondschiff, Köln 1949
- Der Fall Wehrhahn, Köln 1951
- Adler der schwarzen Berge, Stuttgart 1953
- Flucht aus Anatolien, Köln 1955
- Gicks im Ofen und andere Märchen, Köln 1957
- Zeit und Ewigkeit, Düsseldorf-Kaiserswerth 1958
- Mein Schirm, kein Schirm, Köln 1960
- Der Garten Gloria und andere Märchen, Köln 1961
- Der bunte Kuckuck, Köln 1962

## Herausgeberschaft
- Friedrich Dedekind: Grobianus, München 1921
- Adelheid von Veith: Aus altpreußischen Tagen, Leipzig [u. a.] 1922
- Paracelsus: Sämtliche Werke, Wiesbaden (herausgegeben zusammen mit Karl Sudhoff)
  - Abt. 1. Die medizinischen, naturwissenschaftlichen und naturphilosophischen Schriften
    - Bd. 6. Aus dem Jahr 1528 (Kolmar im Elsaß), 1922
    - Bd. 7. Die Nürnberger Syphilisschriften u. a., 1923
- Alte Tiergeschichten, Zürich 1923 (herausgegeben zusammen mit Martin Vögeli)
- Hans Jakob Christoffel von Grimmelshausen: Das wunderbarliche Vogel-Nest, Leipzig [u. a.] 1923
- Friedrich Nietzsche: Der Antichrist, Berlin 1941
- Friedrich Nietzsche: Gedanken über Religion, Dortmund 1943